# Франкарвиль
Франкарви́ль (фр. Francarville, окс. Francarvila) — коммуна во Франции, находится в регионе Юг — Пиренеи. Департамент — Верхняя Гаронна. Входит в состав кантона Караман. Округ коммуны — Тулуза.
Код INSEE коммуны — 31194.

## География

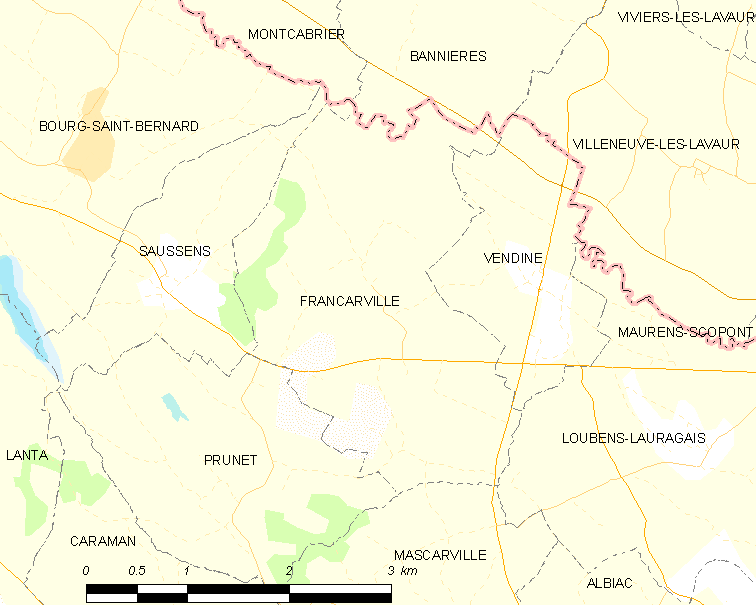
Карта коммуны

Коммуна расположена приблизительно в 590 км к югу от Парижа, в 25 км к востоку от Тулузы.
На севере коммуны протекает река Жиру.

## Климат
Климат умеренно-океанический. Зима мягкая и снежная, весна характеризуется сильными дождями и грозами, лето сухое и жаркое, осень солнечная. Преобладают сильные юго-восточные и северо-западные ветры.

## Население
Население коммуны на 2010 год составляло 175 человек.
| 1962 | 1968 | 1975 | 1982 | 1990 | 1999 | 2010 |
| ---- | ---- | ---- | ---- | ---- | ---- | ---- |
| 125  | 100  | 67   | 103  | 108  | 154  | 175  |

## Экономика
В 2010 году среди 115 человек трудоспособного возраста (15—64 лет) 96 были экономически активными, 19 — неактивными (показатель активности — 83,5 %, в 1999 году было 79,6 %). Из 96 активных жителей работали 90 человек (47 мужчин и 43 женщины), безработных было 6 (3 мужчин и 3 женщины). Среди 19 неактивных 8 человек были учениками или студентами, 5 — пенсионерами, 6 были неактивными по другим причинам.

## Достопримечательности
- Церковь Нотр-Дам